# Irving Ives

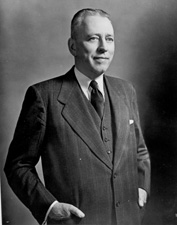
Irving Ives

Irving McNeil Ives (* 24. Januar 1896 in Bainbridge, Chenango County, New York; † 24. Februar 1962 in Norwich, New York) war ein US-amerikanischer Politiker.

## Leben
Nachdem er die Pflichtschulen absolviert hatte, trat Ives schon früh der United States Army bei. 1917 wurde er als Soldat nach Europa entsandt, wo er in den kommenden Jahren als Infanterist im Ersten Weltkrieg eingesetzt wurde und bis in den Rang eines Oberleutnants befördert wurde. Ab 1919 besuchte er das Hamilton College in Clinton, das er ein Jahr später erfolgreich beenden konnte. In den 1920er Jahren arbeitete er als Versicherungsvertreter und Bankangestellter.
1930 wurde er als Abgeordneter der Republikanischen Partei in die New York State Assembly, das Abgeordnetenhaus des Bundesstaates New York, gewählt. In den 16 Jahren, denen Ives der Parlamentskammer angehörte, bekleidete er verschiedene Ämter, darunter im Jahr 1935 als Speaker.  Ab 1936 bekleidete er das Amt des Mehrheitsführers. Er galt als liberales Mitglied seiner Partei und unterstützte die Politik von New Yorks Gouverneur Thomas E. Dewey.
1946 kandidierte Ives erfolgreich für einen Sitz im Senat der Vereinigten Staaten, in welchen er am 3. Januar 1947 einzog. Ab diesem Zeitpunkt war er Delegierter bei drei Republican National Conventions. 1952 wurde er als Senator wiedergewählt. 1954 kandidierte Ives für das Amt des Gouverneurs von New York, unterlag jedoch in einem sehr knappen Wahlausgang dem Demokraten W. Averell Harriman, der nur rund 11.000 Stimmen mehr als Ives erhielt. 1958 wurde er von seiner Partei nicht mehr für eine Wiederwahl nominiert, so dass Ives am 3. Januar 1959 aus dem Senat ausschied.
Irving Ives war auch Förderer von Bildungseinrichtungen; er war Gründungsdekan der Cornell University School of Industrial and Labor Relations, einem Ausbildungszweig an der Cornell University. Er starb drei Jahre nach seinem Abschied aus dem Senat im Alter von 65 Jahren.